# 冈比亚国徽
岡比亞國徽在1964年11月18日啟用。中心圖案為一面綠、白、藍三色盾徽，中間繪有鋤頭和斧頭。左右有兩隻各持斧鋤的金色獅子守護。盾上有頭盔，飾以黃藍二色花冠和花環，上有棕櫚樹。綬帶以英語書有國家格言「進步、和平、繁榮」。